# Verseilles-le-Haut
Verseilles-le-Haut é uma comuna francesa na região administrativa da Champanha-Ardenas, no departamento de Haute-Marne. Estende-se por uma área de 2,83 km². Em 2010 a comuna tinha 53 habitantes (densidade: 18,7 hab./km²).